# Dernier Amour (film, 2019)
Pour les articles homonymes, voir Dernier Amour.
Pour plus de détails, voir Fiche technique et Distribution.
Dernier Amour est un drame historique français réalisé par Benoît Jacquot, sorti en 2019.

## Synopsis
A Londres, en 1763, Casanova s'éprend de Marianne de Charpillon, une jeune prostituée qui refuse ses avances.

## Fiche technique
- Titre original : Dernier Amour
- Réalisation : Benoît Jacquot
- Scénario : Chantal Thomas, Jérôme Beaujour et Benoît Jacquot, d'après l'œuvre Histoire de ma vie de Giacomo Casanova
- Décors : Katia Wyszkop
- Costumes : Pascaline Chavanne
- Photographie : Christophe Beaucarne
- Montage : Julia Gregory
- Musique : Bruno Coulais
  - Coproducteur : Charles S. Cohen, Delphine Tomson, Jean-Pierre Luc Dardenne
  - Producteur délégué : Kristina Larsen et Jean-Pierre Guérin
- Production : Les Films du Lendemain et JPG Films
  - Coproduction : Wild Bunch, France 3 Cinéma, Les Films du Fleuve et Cohen Media Group
  - SOFICA : Sofitvciné 5
- Distribution : Diaphana Distribution
- Pays d'origine :  France
- Genre : Drame historique
- Durée : 98 minutes
- Dates de sortie :
  -  Belgique :
    - 11 mars 2019 (Bruxelles)
    - 20 mars 2019 (en salles)

  -  France : 20 mars 2019

## Distribution
- Vincent Lindon : Giacomo Casanova
- Clément Chalaye : le serviteur anglais
- Stacy Martin : Marianne de Charpillon
- Valeria Golino : La Cornelys
- Julia Roy : Cécile
- Nancy Tate : Hortense Stavenson
- Anna Cottis : la mère de la Charpillon
- Hayley Carmichael : Anna
- Christian Erickson (en) : Lord Pembroke
- Nathan Willcocks : Claremont
- Antonythasan Jesuthasan : Jarba

## Tournage
Le tournage a lieu de mars à mai 2018 en Ile-de-France, Angleterre et République tchèque.

## Accueil

### Critiques
Le film reçoit une note moyenne de 3.3 sur AlloCiné.
20 minutes dit : « L’émotion profonde qui se dégage de cette réflexion sur le désir emporte le public ». Première dénote quelques défauts mais trouve aussi des points forts : « Le film souffre d’une construction scolaire et d’un souffle passionnel étouffé par trop de cérébralité. Mais il a aussi les qualités de ses défauts. En particulier cette volonté (aboutie) de capter l’intime et non le spectaculaire fastueux d’une époque libertine ». 